# Hromoš
Hromoš (in ungherese Kormos) è un comune della Slovacchia facente parte del distretto di Stará Ľubovňa, nella regione di Prešov.